# Maximilian Weber
Maximilian Weber (* 8. August 1866 in Deggendorf; † 14. Mai 1944 in München) war ein deutscher Mineraloge und Geologe.
Weber, Sohn eines Brauereibesitzers, studierte zunächst Medizin an den Universitäten München, Würzburg und Rostock. Nach der Promotion 1890 wirkte er als praktischer Arzt und Schiffsarzt auf Routen nach Brasilien. 1896 nahm er das Studium der Mineralogie, Geologie und Petrografie in München auf. Nach Promotion 1899 und Habilitation 1900 wurde er 1908 an der TH München a. o. Prof. für Mineralogie und Geologie. 1921–1931 lehrte er an der Univ. München. An bedeutenden Veröffentlichungen sind Einführung in die Kristalloptik (1908 bzw. 1926) und „Metamorphe Fremdlinge in Erstarrungsgesteinen“ (1910) zu nennen.